# Katolická filozofie
Katolická filosofie je křesťanská filosofie, filosofická složka katolicismu. Jedná se o filosofický systém zdůvodňující základní teoretická východiska katolicismu. Oficiální katolickou filosofií je tomismus, ale existují i neortodoxní tendence, např. katolický personalismus, existencialismus, evolucionismus atd.

## Představitelé
- Augustin z Hippony
- Tomáš Akvinský
- Terezie Benedikta od Kříže